# اورنباخ
اورنباخ (به آلمانی: Ohrenbach) یک شهر در آلمان است که در آنسباخ واقع شده‌است.